# Kiss Me Thru the Phone
Kiss Me Thru the Phone é um single do cantor Soulja Boy Tell 'Em, lançado em 2008. Que já está atingindo a marca de 230 milhões de visualizações no site : YouTube.com 